# Ворона карибська
Ворона карибська (Corvus minutus) — вид горобцеподібних птахів родини воронових (Corvidae).

## Поширення
Ендемік Куби. Мешкає у соснових лісах у провінції Камагуей. Історично траплявся в провінції Пінар-дель-Ріо, але вимер.

## Опис
Птах завдовжки близько 43 см, вагою 263–315 г. Його крила короткі, а дзьоб маленький. Оперення повністю чорне з дуже легким блиском. Дзьоб і ноги чорні, а очі темно-карі.

## Спосіб життя
Трапляється невеликими зграями, часто опускаючись на землю і піднімаючи хвости, коли сідають. Всеїдний вид. Раціон включає плоди королівської пальми, комахи, рептилії, яйця, молюски, зерна, інші фрукти тощо. Гніздиться з березня по липень на пальмовому листі, будуючи його з гілок, соломи та пір'я.